# Los Angeles Open 1972
Il Los Angeles Open 1972 è stato un torneo maschile professionistico di tennis giocato sul cemento a Los Angeles, negli Stati Uniti. È stata la 46ª edizione del torneo, che faceva parte del World Championship Tennis 1972. Si è svolto al Los Angeles Tennis Center dell'UCLA dal 18 al 24 settembre 1972.

## Campioni

### Singolare
Stan Smith ha battuto in finale  Roscoe Tanner con il punteggio di 6–4 6–4

### Doppio
Jimmy Connors /  Richard Pancho Gonzales hanno battuto in finale  Ismail El Shafei /  Brian Fairlie con il punteggio di 6–3, 7–6